# Capela de Santo Antônio (Flores da Cunha)

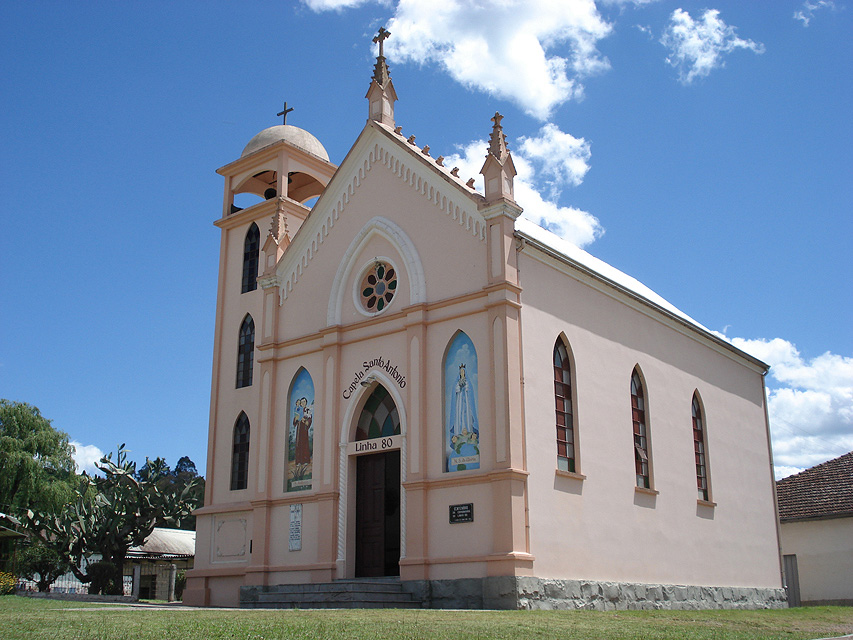
Capela de Santo Antônio

A Capela de Santo Antônio é uma edificação sacra localizada na Linha 80, interior de Flores da Cunha, uma região de colonização italiana do Rio Grande do Sul, no Brasil.

## História e tradições
Construída em 1897 e reformada em 1952, serve a uma comunidade de cerca de 150 famílias. Integra um conjunto de doze capelas históricas de Flores da Cunha e o roteiro turístico Vinhos dos Altos Montes, que tem seu foco no casario antigo, nas capelas e nas cantinas de produção de vinho. Seus moradores preservam as tradições trazidas pelos imigrantes italianos do cultivo da videira e da fabricação de vinhos.
Seu patrimônio inclui um salão de festas, cemitério, uma praça e uma segunda capela dedicada a Nossa Senhora da Glória. As festividades principais são as de Santo Antônio (em junho), Nossa Senhora da Glória e Menino Jesus de Praga (em setembro). A mais importante é a de Santo Antônio, que atrai um significativo público da região pelo seu apelo espiritual e também pelo banquete comunitário, onde são oferecidos pratos tradicionais como a sopa de agnolini, carne lessa, pien, crem, galeto, pão colonial e vinho. Segundo a pesquisadora Gissely Lovatto Vailatti, as festas do padroeiro "são um dos grandes atrativos culturais da farta gastronomia local, da alegria, dos encontros e do bem-viver em sociedade".
Segundo Barella & Duarte, a capela é um bem patrimonial digno de preservação e tem grande visibilidade por se localizar em um nó viário muito transitado. A região em torno tem valor histórico, paisagístico, ecológico e social, "sendo a capela Santo Antônio o marco integrador de toda a cena, graças à forte contribuição que a igreja e a praça representam como elementos que criam identidade ao lugar". Além disso, a capela "representa uma importante memória para a comunidade local da linha 80. [...] A capela possui forte valor simbólico para a comunidade e representa uma instituição de grande influência para os moradores, ao longo da história e ainda nos dias atuais".

## Descrição

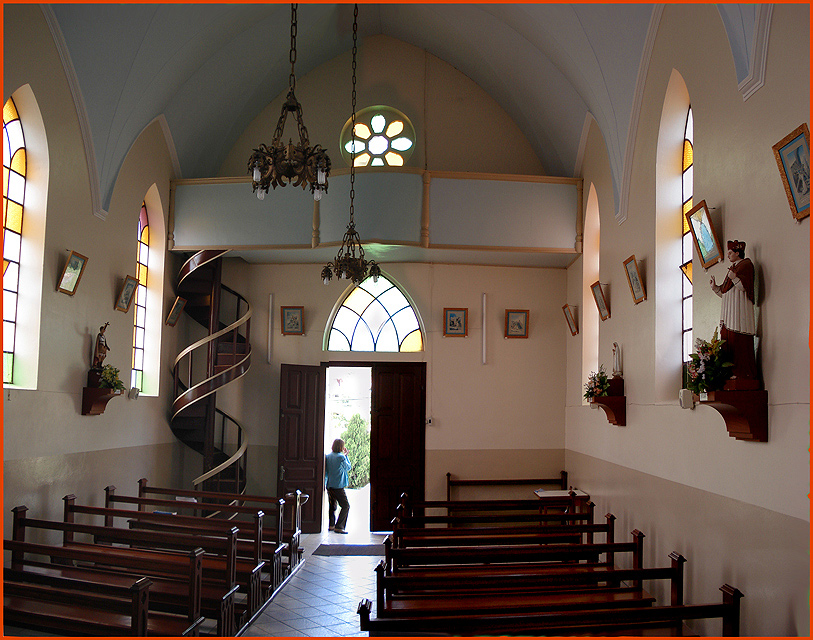
interior

Tem um estilo neogótico simplificado, ergue-se sobre uma base de pedras rústicas e apresenta uma fachada simples, com pequena escadaria que conduz à porta de entrada em arco ogival, com tímpano de vitral colorido e sem frontispício salvo duas coluninhas torcidas laterais e uma cornija simples.
A porta é ladeada de dois arcos ogivais cegos, decorados com pinturas contemporâneas de Santo Antônio e Nossa Senhora da Glória, reproduzindo duas das estátuas que contém em seu interior. Abaixo das pinturas placas comemorativas fazem alusão às missões dos freis Capuchinhos que passaram por ali e ao centenário da comunidade, comemorado em 1997.
O frontão no segundo nível é de desenho delicado: um triângulo elevado, decorado com uma cornija ornamentada e um arco ogival, que ecoa o da porta logo abaixo e engloba um óculo redondo com vitral colorido, sem imagens. Nos vértices do triângulo existem pequenos pináculos em agulha típicos do estilo, dos quais o central termina em cruz. Ao lado da capela um campanário com três níveis, com aberturas em arco ogival. O coruchéu contudo é moderno, de linhas duras destoantes do resto e sem qualquer atrativo.

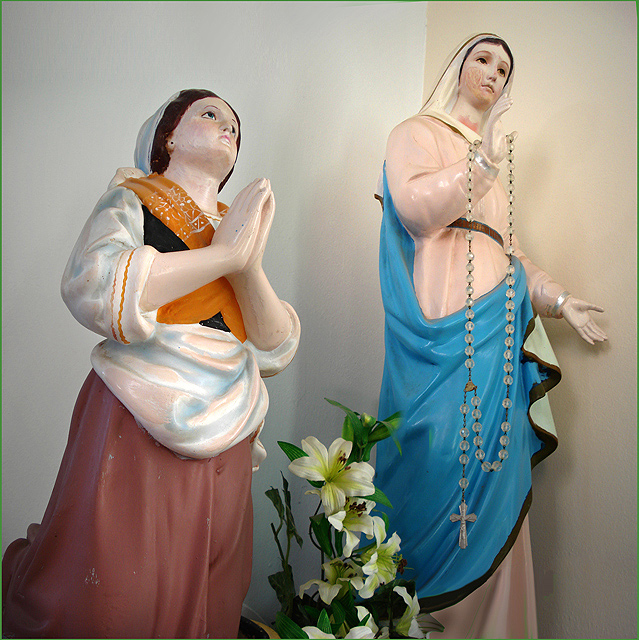
Nossa Senhora de Caravaggio e a vidente Joaneta, exemplo de estatuária do interior da capela

Seu interior acompanha a simplicidade do exterior, mas possui diversas características interessantes e tem proporções harmoniosas. Apesar das pequenas dimensões do edifício, a capela dispõe de um atraente coro de madeira ao qual se sobe por escada espiral à direita da entrada. O piso é de lajotas contemporâneas, as bancadas são antigas em madeira, e do teto pendem belos lustres de metal dourado, antigos, com decorações góticas.
O teto é em abóbada de ogivas, com poucas nervuras espaçadas, sem decorações. Na pequena nave se abrem 6 grandes janelas com vitrais coloridos, em arco que segue o estilo. Pequenos quadros da Via Sacra se espalham pelas paredes, e nelas pequenos suportes sustentam algumas estátuas de santos, em gesso pintado, dentre eles Santo Expedito, Santa Líbera, Nossa Senhora de Caravaggio, o Menino Jesus de Praga e outras. Todas são de fatura artesanal e popular, com acabamento rústico mas de delicada expressividade.
A capela-mor, elevada da nave por 2 degraus, tem a abside iluminada por duas grandes janelas idênticas às da nave, e apresenta à frente uma pequena mesa de celebração, atrás da qual sobe um altarzinho de madeira e pedra à guisa de retábulo, com um pequeno sacrário para o Santíssimo Sacramento e mostrando nos lados uma bela imagem de Nossa Senhora da Glória (à direita) com roupas de tecido, anjos aos pés e coroa, de acabamento muito mais refinado, e outra de Santo Antônio (à esquerda) carregando o Menino Jesus, flanqueando um belíssimo Crucifixo de traços arcaizantes, de madeira natural, ao centro.